# Araneus wulongensis
Araneus wulongensis es una especie de araña del género Araneus, tribu Araneini, familia Araneidae. Fue descrita científicamente por Song & Zhu en 1992.
Se distribuye por China. Mide aproximadamente 2,87-3,26 mm de longitud, caparazón de 1,45-1,48 mm de largo y 1,20-1,26 mm de ancho de color amarillento.